# Новомиколаївська сільська територіальна громада (Херсонська область)
Новомиколаївська сільська територіальна громада — територіальна громада в Україні, у Скадовському районі Херсонської області з адміністративним центром у селі Новомиколаївка.

## Загальна інформація
Площа території — 242 км², населення громади — 5 919 осіб (2020 р.).

## Населені пункти
До складу громади увійшли села Біленьке, Карабулат, Михайлівка, Новомиколаївка, Новосілка, Промінь та Труд.

## Історія
Створена у 2020 році, відповідно до розпорядження Кабінету Міністрів України № 726-р від 12 червня 2020 року «Про визначення адміністративних центрів та затвердження територій територіальних громад Херсонської області», шляхом об'єднання територій та населених пунктів Михайлівської та Новомиколаївської сільських рад Скадовського району Херсонської області.